# Brampton-Est (circonscription provinciale)
Circonscription électorale provinciale du Canada
Brampton-Est ((en) Brampton East) est une circonscription provinciale de l'Ontario représentée à l'Assemblée législative de l'Ontario depuis 2018. 

## Géographie
Située au nord de Toronto, la circonscription consiste en une partie de la ville de Brampton dans la municipalité régionale de Peel.
Les circonscriptions limitrophes sont Dufferin—Caledon, Brampton-Nord, Brampton-Centre, Mississauga—Malton, Etobicoke-Nord, Vaughan—Woodbridge et King—Vaughan. 

## Historique
| Législature                                                          | Années        | Député | Député         | Parti                     |
| -------------------------------------------------------------------- | ------------- | ------ | -------------- | ------------------------- |
| Circonscription issue de Bramalea—Gore—Malton et Brampton—Springdale |               |        |                |                           |
| 42e                                                                  | 2018–2022     |        | Gurratan Singh | Néo-démocrate             |
| 43e                                                                  | 2022–2025     |        | Hardeep Grewal | Progressiste-conservateur |
| 44e                                                                  | 2025–en cours |        | Hardeep Grewal | Progressiste-conservateur |

## Circonscription fédérale
Depuis les élections provinciales ontariennes du 4 octobre 2007, l'ensemble des circonscriptions provinciales et des circonscriptions fédérales sont identiques.